# Offiziershochschule der Luftstreitkräfte/Luftverteidigung „Franz Mehring“
Die Offiziershochschule der Luftstreitkräfte/Luftverteidigung (OHS der LSK/LV) in Kamenz (Kreis Bautzen) trug den Ehrennamen „Franz Mehring“ und war eine militärische Hochschule der DDR. Sie diente der Ausbildung von Offizieren vornehmlich der Luftstreitkräfte, aber auch anderer Teilstreitkräfte (TSK) der NVA und ausländischer Militärkader.

## Geschichte
Die Gründung der OHS der LSK/LV, anfangs als „Fliegerschule Bautzen“ bezeichnet, geht auf die Übernahme des zerstörten Flugplatzes Kamenz im Jahre 1952 durch die Hauptverwaltung Ausbildung / Zweigstelle Johannisthal des damaligen Ministeriums des Inneren (MdI) der DDR zurück. 
Als der Ausbau des Flugplatzes Bautzen 1957 abgeschlossen war, wurde er zum Hauptstandort der Einrichtung. Dort lag das Fliegerausbildungsgeschwader 25. Ebenfalls unterstellt war das auf dem Flugplatz Rothenburg beheimatete Fliegerausbildungsgeschwader 15. Weitere Außenstellen befanden sich neben Kamenz in Brandenburg und Dessau. Der Ehrenname Franz Mehring wurde am 1. März 1964 verliehen. 1986 wurde die OHS für Militärflieger „Otto Lilienthal“ gegründet, welche von der OHS „Franz Mehring“ die Ausbildung der Piloten und Navigatoren übernahm. Die übrigen Bereiche der OHS „Franz Mehring“ blieben unverändert.
Der Schulbetrieb an der OHS „Franz Mehring“ begann mit der Ausbildung von Flugschülern, die scherzhaft auch Wattebällchen genannt wurden. Die zukünftigen Lehrer und Dozenten wurden im sächsischen Pirna, brandenburgischen Pinnow oder an Militärakademien der Sowjetunion ausgebildet.

## Gliederung und Organisationsstruktur

### Militärischer Bereich
Kommandeur und Stab der OHS der LSK/LV befanden sich am Standort Bautzen.
Nach der Grundausbildung und der Vereidigung begann das Studium an den einzelnen Sektionen.

### Hochschulbereich
- Hochschulreifeausbildung
- Sektion 1: Gesellschaftswissenschaften, Eberhard Freymuth
  - Politoffizier
- Sektion 3: Führungsorgane, Waldemar Titscher
- Sektion 2: Rückwärtige Dienste,
- Sektion 4: Fliegeringenieurdienst, Claus Kippenhahn
  - Funk-/Funkmessausrüstung
  - Elektro- und Spezialausrüstung
  - Zelle/Triebwerk
  - Bewaffnung
- Sektion 5: Funktechnische Truppen, Norbert Dunst
- Sektion 6: Fla-Raketentruppen, Alfred Balcerowiak

## Kommandeure
| Dienstgrad, Name                             | Dienstzeit | Bemerkung |
| -------------------------------------------- | ---------- | --- |
| Oberst Walter Lehweß-Litzmann                | 1957–1959  | Formierung einer Fliegerschule |
| Oberst Leander Ratz                          | 1959–1962  | Am 30. Mai 1962 bei einem Übungsflug mit einer MiG-17 (962) tödlich abgestürzt. Ranghöchster NVA-Militär, der in Ausübung des Dienstes ums Leben kam. |
|                                              |            | |
| VP-Inspekteur Leopold                        | 19..–19..  | Formierung einer Fliegertechnischen Schule |
| Oberst Manfred Lange (General-Major ab 1973) | 1970–1978  | danach Chef Allgemein-Militärische Ausbildung und Schulen (AMAS) im Kommando LSK/LV                                                                   |
| Oberst Hans Süß                              | 1978–1988  | danach Kommandeur der Militärakademie „Friedrich Engels“ 1988 GenLtn                                                                                  |
| Generalmajor Alois Zieris                    | 1988–1990  | vorher Kommandeur 1. LVD |

Anmerkung:
Der damalige Dienstgrad VP-Inspekteur ist vergleichbar mit dem Dienstgrad Oberst.

## Bekannte Absolventen
- 1958 – Sigmund Jähn
- 1959 – Wolfgang Thonke
- 19.. – Eberhard Köllner
- 1974 – Jürgen Heiducoff
- 1987 – Thomas Seifert

## Auflösung
Mit der Außerdienststellung der NVA im Jahre 1990 wurde die Offiziershochschule aufgelöst. Rechtsnachfolger wurden das Bundeswehrkommando Ost und die 5. Luftwaffendivision.